# Antonio Joseph
Antonio Joseph (1921-2016) fue un artista de Haití; pintor, escultor y estampador de serigrafías.

## Datos biográficos
Nacido en Barahona, República Dominicana, de padres haitianos, Joseph está dedicado a la pintura, la escultura y la serigrafía.  Trabajó de sastre mientras estudiaba pintura con acuarela y escultura en Haití y estampación con serigrafía en los  Estados Unidos. Ingresó en el Centre d'Art en el año 1944 y trabajó con DeWitt Peters. Joseph fue premiado en dos ocasiones con sendas becas de la Fundación Guggenheim, en 1953 y de nuevo en 1957, por sus trabajos como pintor. Viajó muchos kilómetros el año 1963, visitando Marruecos y la mayor parte de Europa. En 1972, se unió al concejo administrativo del Museo de Arte de Haití en el St. Pierre College de Puerto Príncipe. Fue profesor de dibujo y serigrafía en el Centre d'Art. Sus obras han sido expuestas en los Estados Unidos, México, Jamaica y España.